# Sdkfz 252
SdKfz 252 lätt bepansrat ammunitionstransportfordon för Sturmartillerie-batterier som var utrustade med Sturmgeschütz III för understöd till infanteriet. SdKfz 252 utvecklat tillsammans med SdKfz 253 från den redan utprövade SdKfz 250 med den största skillnaden att de båda nya fordonen fick en helt sluten pansrad kaross. För att spara vikt var karossen kraftigt sluttande i bakändan med en stor lucka för att lasta ammunitionen genom, för att öka ammunitionslaste kopplades vanligtvis en Sonder Anhänger 3 1/1 släpvagn på. För att kunna kommunicera med resten av förbandet var fordonet utrustat med radioanläggning av typ FuG15 eller FuG16. Den första serien av fordonet tillverkades mellan juni och augusti 1940, totalt kom  413 stycken att tillverkas fram till september 1941. När SdKfz 252 slutade tillverkas ersattes den av SdKfz 250/6.

### Tryckta källor

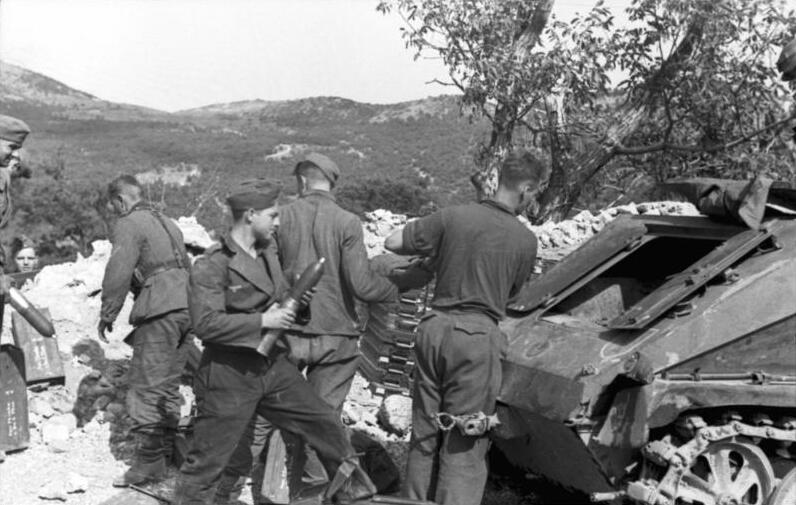
Soldater lastar ammunition i en Sdkfz 252 på Krimhalvön i juni 1942